# Colonia și Dominionul Virginia
Colonia și Dominionul Virginia, frecvent doar Colonia Virginia, conform originalului din engleză, Dominion and Colony of Virginia, sau de multe ori doar Colony of Virginia ori Virginia Colony, a fost o colonie din America de Nord a regatului Angliei și apoi, după 1707, a regatului Marii Britanii, care existase pentru scurt timp în secolul al 16-lea și apoi continuu între 1607 până la Revoluția americană. Numele de Virginia a fost folosit pentru prima dată de regina Elisabeta I și de Sir Walter Raleigh în 1584.
În 1584 Sir Walter Raleigh i-a trimis pe Philip Amadas și Arthur Barlowe să conducă o expediție de explorare în zona de coastă care astăzi aparține statului Carolina de Nord. Cei doi s-au întors cu anumite cunoștințe geografice și cartografice, dar și cu numele unui așa numit conducător local sau "rege" numit de cei doi "Wingina." Ulterior, această  denominalizare a fost prezentată reginei Elisabeta I ca "Virginia", posibil, în parte, și datorită statutului bine cunoscut al acesteia ca "Regina virgină" (conform originalului, "Virgin Queen").  După războiul civil englez, desfășurat în mijlocul secolului al 17-lea, Virginia Colony a fost denumită cu numele de alint de "The Old Dominion" (Vechiul dominion) de către regele Charles II pentru percepția de a fi fost o zonă loială monarhiei britanice în singura perioadă republicană din istoria Angliei, cunoscută sub numele de Commonwealth of England.
După obținerea independenței Statelor Unite ale Americii la sfârșitul secolului al 18-lea, o porțiune a sud-estului Coloniei Virginia originare a devenit Commonwealth of Virginia, una din cele treisprezece colonii care au devenit cele treisprezece state fondatoare. Statul american Virginia  a adoptat ca slogan al său denominarea anterioară de "The Old Dominion." În timp, conform diferitor faze de evoluție a expansiunii teritoriale a Statelor Unite, întregi state, precum Kentucky, Indiana, Illinois și Virginia de Vest, respectiv porțiuni din Ohio au fost ulterior create din extinsul teritoriu al [The] Colony of Virginia originare.

#### Așezarea Jamestown

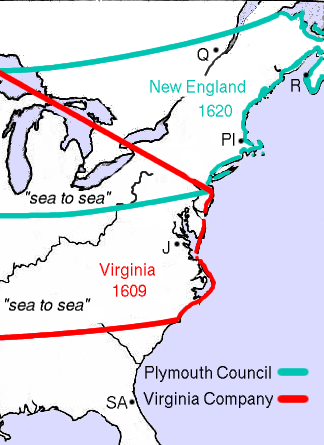
Permisiunea (The charter) din anul 1609 dată Coloniei Virginia ([The] Virginia Colony) de a se întinde "de la mare la mare" (conform, "from sea to sea", expresie ce ulterior a devenit cunoscuta, "from sea to shining sea").

## Istoric

### Virginia Company–Ramurile Plymouth și London

#### Lordul De La Warr
Pentru mai multe detalii despre acest subiect, vedeți John Rolfe.

## Nume și porecle pentru Virginia
Charles II al Angliei a numit colonia Virginia "Vechiul dominion" (conform originalului, "The Old Dominion") pentru a aprecia loialitatea coloniei față de coroana britanică din timpul Războiului civil englez.  Astăsi statul Virginia menține expresia "Old Dominion" ca numele său de alint. Consecvente acestei tradiții, echipa atletică a Univeristății statului Virginia este cunoscută sub numele de "Cavaliers", iar cea de-a doua universitate de stat din Virginia se numește "Old Dominion University".

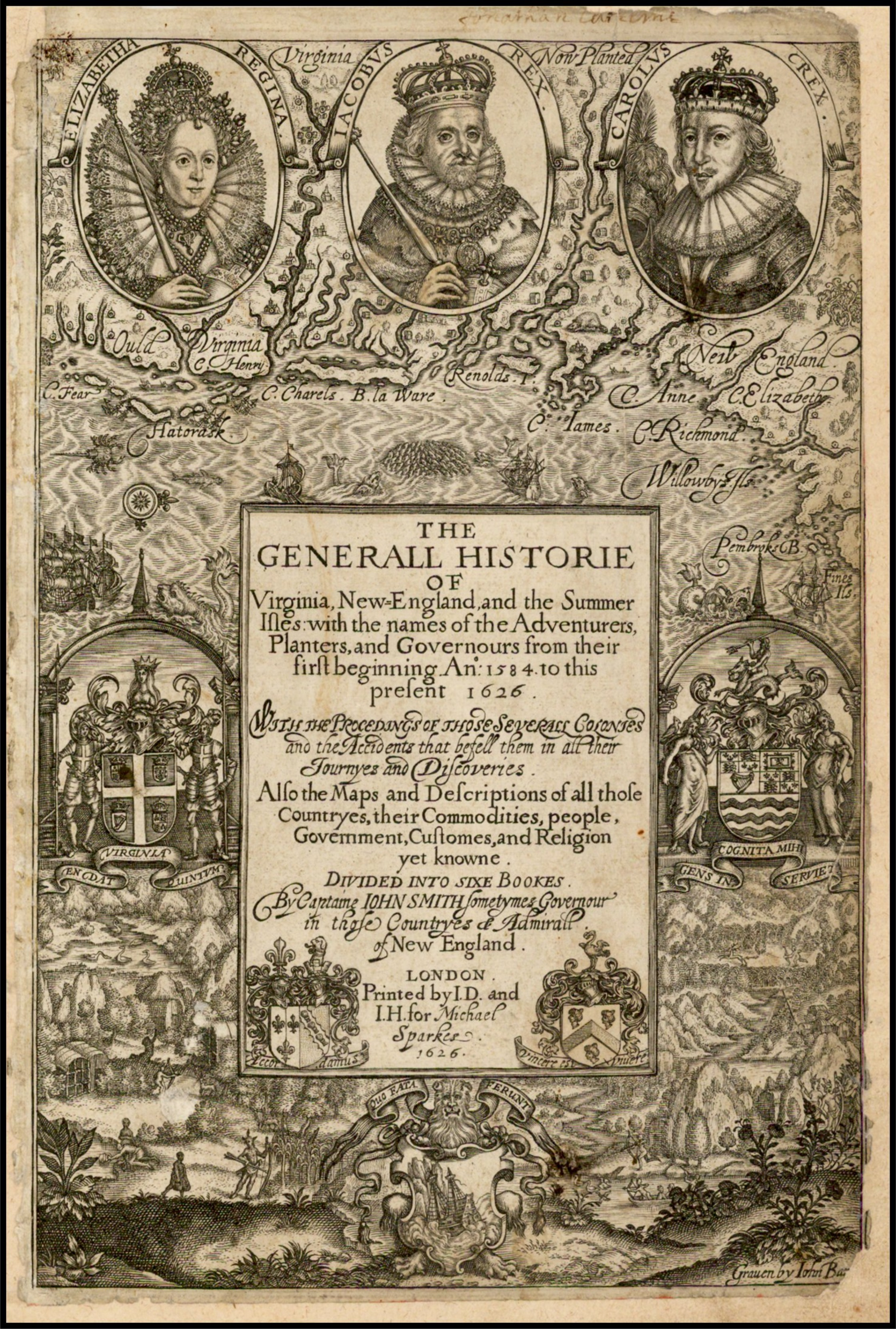
"The Generall Historie of Virginia, New-England, and the Summer Isles" de căpitanul John Smith din Jamestown